# Wągrowiec (gemeente)
De gemeente Wągrowiec is een landgemeente in het Poolse woiwodschap Groot-Polen, in powiat Wągrowiecki.
De zetel van de gemeente is in Wągrowiec.
Op 30 juni 2004 telde de gemeente 11 268 inwoners.

## Oppervlakte gegevens
In 2002 bedroeg de totale oppervlakte van gemeente Wągrowiec 347,75 km², waarvan:
- agrarisch gebied: 69%
- bossen: 20%

De gemeente beslaat 33,41% van de totale oppervlakte van de powiat.

## Demografie
Stand op 30 juni 2004:
| Omschrijving                   | Totaal | Totaal | Vrouwen | Vrouwen | Mannen | Mannen |
| ------------------------------ | ------ | ------ | ------- | ------- | ------ | ------ |
| eenheid                        | aantal | %      | aantal  | %       | aantal | %      |
| inwoners                       | 11 268 | 100    | 5533    | 49,1    | 5735   | 50,9   |
| bevolkingsdichtheid (inw./km²) | 32,4   | 32,4   | 15,9    | 15,9    | 16,5   | 16,5   |

In 2002 bedroeg het gemiddelde inkomen per inwoner 1275,79 zł.

## Plaatsen
Bartodzieje, Bobrowniki, Bracholin, Brzeźno Stare, Bukowiec, Czekanowo, Danabórz, Dąbkowice, Dębina, Długa Wieś, Grylewo, Jakubowo, Jankowo, Józefówo, Kaliska, Kaliszany, Kamienica, Kiedrowo, Kobylec, Kołybiec, Koninek, Kopaszyn, Koźlanka, Krosno, Kurki, Ludwikowo, Łaziska, Łekno, Łęgowo, Łukowo, Micharzewo, Mikołajewo, Nowa Wieś, Nowe, Ochodza, Oporzyn, Orla, Ostrowo-Młyn, Pawłowo Żońskie, Pokrzywnica, Potulice, Potuły, Przysieczyn, Przysieka, Rąbczyn, Redgoszcz, Rgielsko, Rudnicze, Rudniczyn, Runowo, Runowskie, Runówko, Sady, Sarbka, Siedleczko, Sienno, Sieńsko, Tarnowo Pałuckie, Toniszewo, Werkowo, Wiatrowiec, Wiatrowo, Wiśniewo, Żelice.

## Aangrenzende gemeenten
Budzyń, Damasławek, Gołańcz, Margonin, Mieścisko, Rogoźno, Skoki, Wągrowiec